# Mastacina
Mastacina é uma subtribo monotípica de carabídeos, pertencendo a tribo Brachinini.

## Gênero
- Mastax Fischer von Waldheim, 1828